# عربی بصراوی
عربی بصراوی یا عربی بین‌النهرینی جنوبی یکی از گویش‌های عربی عراقی است که در جنوب عراق در استان‌های بصره، میسان، ذی‌قار و واسط گفتگو می‌شود. این گویش به نام اللهجه الجنوبیه نیز شناخته می‌شود که به معنای گویش عراقی‌های جنوبی است.
عربی جنوب بین‌النهرین به دلیل تاثیرپذیری فراوان از زبان آرامی، از سایر گویش‌های عراق متمایز است. برجسته‌ترین ویژگی این گویش تلفظ هم‌خوان‌های /گ/، /پ/، /چ/، /ژ/، /و/، /آ/ و /ر/ است که معمولاً در سایر گویش‌ها یافت نمی‌شوند.